# الكأس الممتاز الليبي 1997
بطولة الكأس الممتاز الليبي 1997 هي النسخة الأولى من بطولة الكأس الممتاز الليبي، التي تقام سنويًا بين بطل الدوري الليبي الممتاز وبطل كأس ليبيا، وقد فاز فيها نادي التحدي بمجموع المباراتين بنتيجة 1–0، بالكأس الوحيدة له. أقيمت هذه النسخة بنظام الذهاب والإياب بين نادي التحدي بطل الدوري الليبي الممتاز [الإنجليزية] ونادي النصر بطل كأس الفاتح، وقد لُعبت كلتا المباراتين على ملعب 28 مارس لأن الفريقين من بنغازي. جَرت مباراة الذهاب في يوم 24 أكتوبر 1997 وانتهت بفوز التحدي على النصر بنتيجة 1–0، أما مباراة الإياب، فقد لُعبت في 27 أكتوبر 1997، وانتهت بالتعادل السلبي.

## مباراة الذهاب
| التحدي | 1–0 | النصر |
| ------ | --- | ----- |
|        |     |       |

## مباراة الإياب
| النصر | 0–0 | التحدي |
| ----- | --- | ------ |
|       |     |        |